# Батьковська Галина Станіславівна
Гали́на Станісла́вівна Батько́вська (Галя Тельнюк; нар.23 травня 1965, Київ) — українська співачка, учасниця дуету «Сестри Тельнюк», народна артистка України (2019).

## Загальні відомості
Народилася 23 травня 1965 року в Києві в родині письменника Станіслава Тельнюка і редактора-перекладача Неллі Копилової. Навчалася в київській школі № 58.
Закінчила Інститут журналістики Київського національного університету імені Тараса Шевченка. Третьокурсницею вже вела кілька авторських програм на Національному радіо. Згодом працювала там редактором музичних програм.
Також працювала в журналі «Знання та праця», журналістом газети «Літературна Україна».
Як співачка разом з сестрою Лесею виступає у відомому дуеті «Сестри Тельнюк».
Дипломант Всеукраїнського фестивалю «Червона рута» (1989, м. Чернівці; 1991, м. Запоріжжя).
Пише прозу й вірші, є драматургом вистави «У. Б. Н.», поставленої 2001 року на сцені Львівського драматичного театру ім. Заньковецької режисером Мирославом Гринишиним.
Чоловік, Назар Стригун, актор і продюсер. Має сина Романа і доньку Олю від попереднього шлюбу.

## Визнання
- 2009 — заслужена артистка України[3]
- 2019 — народна артистка України[1]